# 1900年加尔维斯顿飓风
1900年加尔维斯顿飓风（1900 Galveston hurricane）是美国历史上最致命的自然灾害（截至2022年），也是大西洋飓风中第五致命的颶風。該飓风在美国造成6000至12000人死亡。这些死亡者大部分位於德克萨斯州加爾維斯敦及其附近。此外該颶風還摧毁了加爾維斯敦约7000座建筑物。大约10,000人受飓风影響无家可归。
美國其他州也出現了人員傷亡情況，其中俄亥俄州有15人死亡、威斯康星州6人死亡、伊利诺伊州2人死亡、纽约州2人死亡、马萨诸塞州和密苏里州各1人死亡。颶風也给加拿大带来严重影响。在加拿大造成至少52人死亡，死亡人數可能多达232人。在安大略省，颶風造成的损失达到约135万加元。除了美國之外，这场颶風還给加勒比地区的部分地区，特别是古巴和牙买加带来了洪水和严重的雷暴。